# Hermesvilla

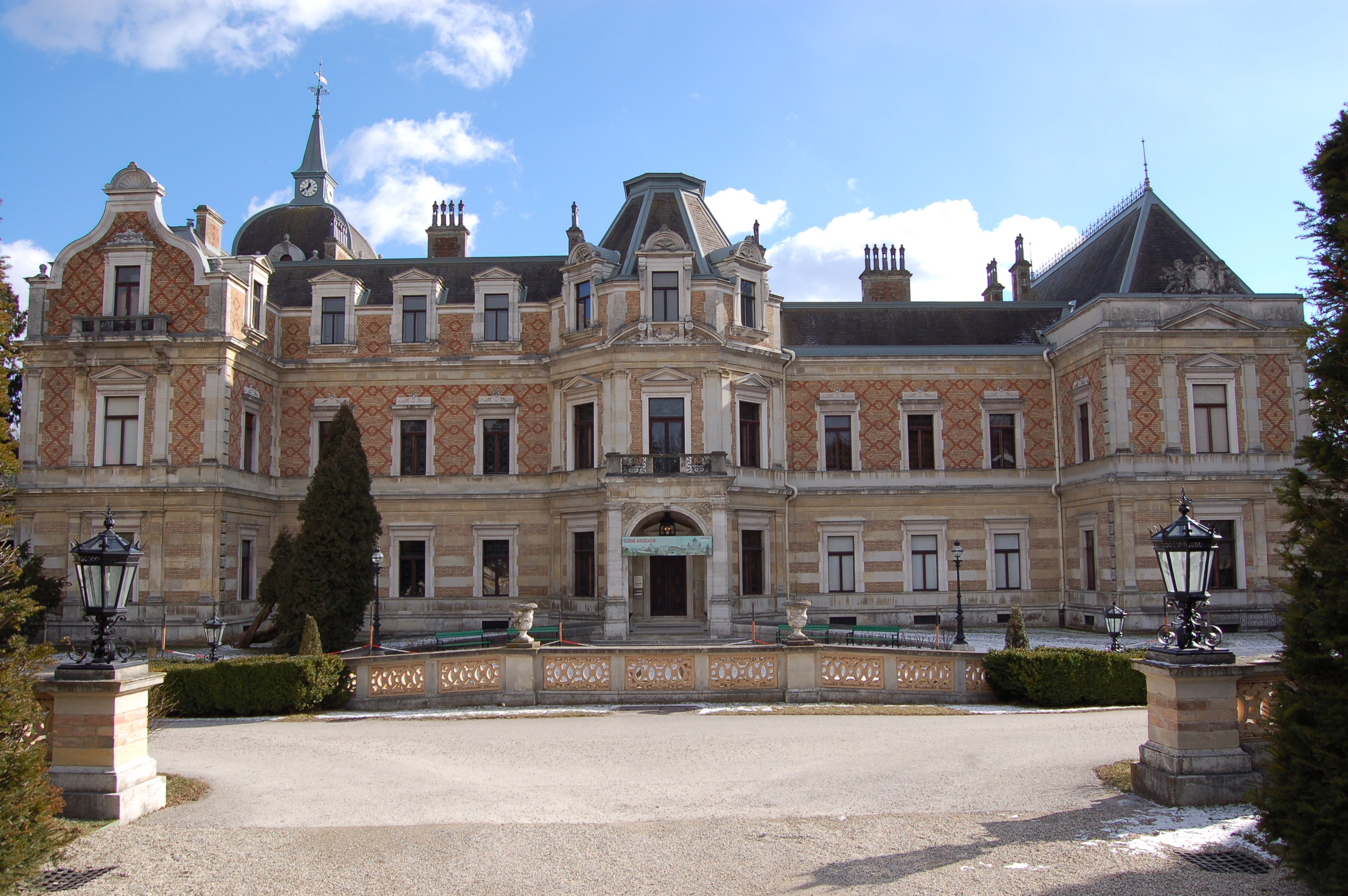
Hermesvilla - veduta della facciata sul fronte

La Hermesvilla è un palazzo situato nel Lainzer Tiergarten di Vienna, ex residenza di caccia che fu proprietà della famiglia degli Asburgo. L'Imperatore Francesco Giuseppe d'Austria la donò alla moglie Elisabetta di Baviera definendolo il "castello dei sogni". La villa deve il proprio nome ad una statua di Ermes che si trova nel giardino del palazzo. Attualmente la Hermesvilla accoglie il Wien Museum e viene utilizzata per mostre di storia.

## Storia

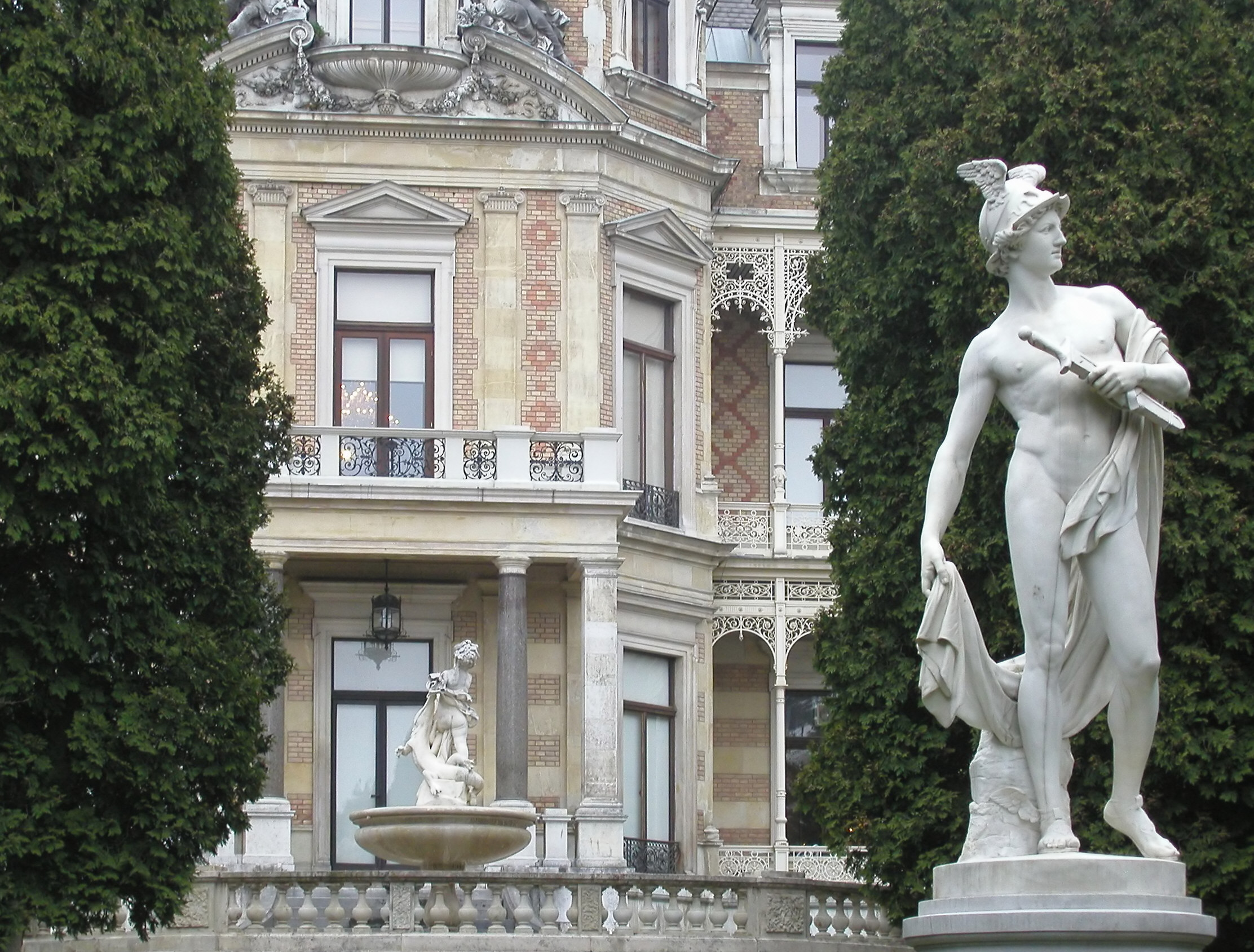
"Hermés"

L'Imperatore Francesco Giuseppe decise l'edificazione di Villa Hermés (originariamente chiamata "Villa Waldruh") nell'estate del 1881. L'intento del monarca era quello di costruire un palazzo da sogno che potesse tenere la moglie a Vienna, lontana dai suoi continui viaggi per l'Europa.
La villa venne disegnata dall'architetto Karl von Hasenauer e la costruzione iniziò nel 1882 terminando nel 1886. Nel 1885 la villa venne rinominata in "Villa Hermés" dal momento che la stessa imperatrice aveva commissionato allo scultore Ernst Herter di Berlino la creazione di una statua dal titolo Hermés der Wächter ("Hermés il Guardiano"), stabilendo che fosse posta al centro del giardino della villa come protettore dei viaggiatori, dal momento che l'Imperatrice amava come si è detto viaggiare.
Nel 1886 vennero aggiunte anche le stalle per accogliere i cavalli dell'imperatrice. Dal 1887 sino all'assassinio di "Sissi" nel 1898, la coppia imperiale si recò tutti gli anni in primavera per alcune settimane in questa villa.

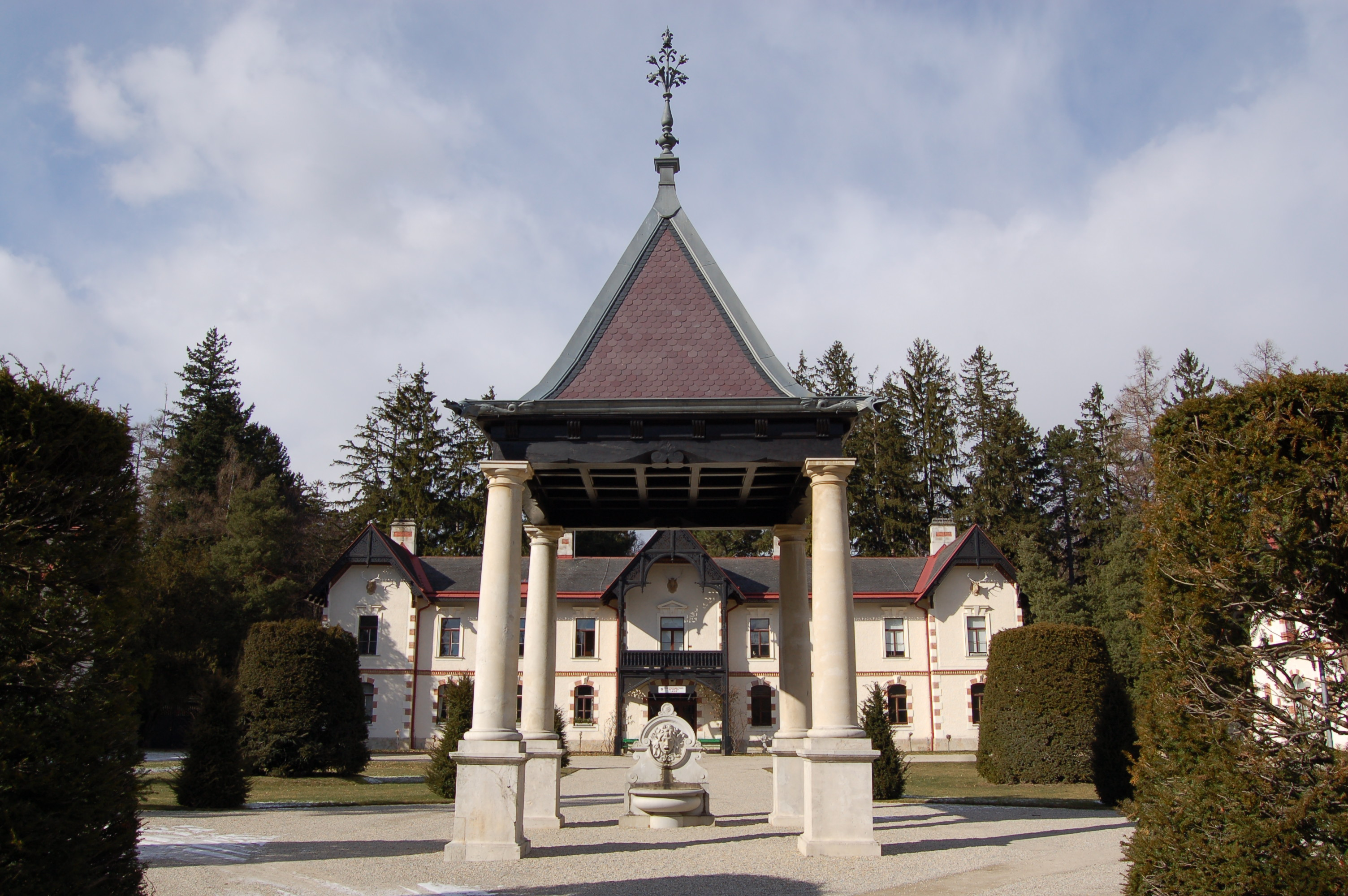
La fontana nella corte d'onore della villa

Data la composizione del terreno, inoltre, l'Imperatore diede ordine di rimuovere ogni area collinare di modo da rendere più confortevole la cavalcata all'imperatrice. Venne realizzata anche una fontana coperta con un gazebo di stile rinascimentale. La strada presso la Villa fu anche la prima ad essere dotata di energia elettrica e di collegamento telefonico.
Durante l'occupazione sovietica dopo la seconda guerra mondiale la villa rimase in condizioni di abbandono per lungo tempo. Nel 1963, ad ogni modo la Disney realizzò il film "Miracle of the White Stallions" che riportò interesse sulla struttura, fatto che portò le autorità viennesi a interessarsi con un processo di restauro che durò dal 1968 al 1974. Il parco circostante, di 2500 ettari, venne destinato a parco pubblico.

## Interno

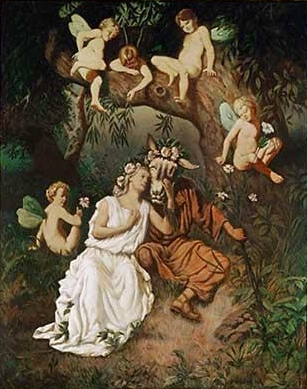
Affreschi nella stanza da letto dell'Imperatrice che illustrano delle scene dal Sogno di una notte di mezza estate di Shakespeare

Gli affreschi di Hans Makart, Gustav Klimt e Victor Tilgner sono parte integrante dei disegni dell'interno della villa.  Al primo piano si trovano le stanze private dell'Imperatrice tra le quali si trova la "Turnzimmer" (palestra), una stanza che venne attrezzata con numerosi attrezzi sportivi per l'Imperatrice. La villa contiene dipinti ispirati allo stile pompeiano realizzati da August Eisenmenger, Hugo Charlemont e Adolf Falkensteiner che illustrano diversi sport dell'antichità.
In contrasto con le altre stanze è la camera da letto dell'Imperatrice dove si trovano moltissimi oggetti storici tra cui un grande letto barocco (un "letto di stato" come veniva definito all'epoca) datato all'epoca di Maria Teresa che un tempo era posto presso Strengberg, nella Bassa Austria. Gli affreschi della camera da letto sono basati sui motivi tratti dal Sogno di una notte di mezza estate di Shakespeare e vennero realizzati da Hans Markart. Dalla camera da letto si dipana una scala a spirale che porta al piano inferiore e quindi al giardino. Il salone presenta il grande dipinto "La primavera" di Franz Matsch, Gustav Klimt e Georg Klimt.
Di fronte al palazzo, per commemorare la grande imperatrice, nel 1998 è stata commissionata dal comune di Vienna la statua "Elisabeth" realizzata da Ulrike Truger, qui posta nel 2006.

## Le stalle

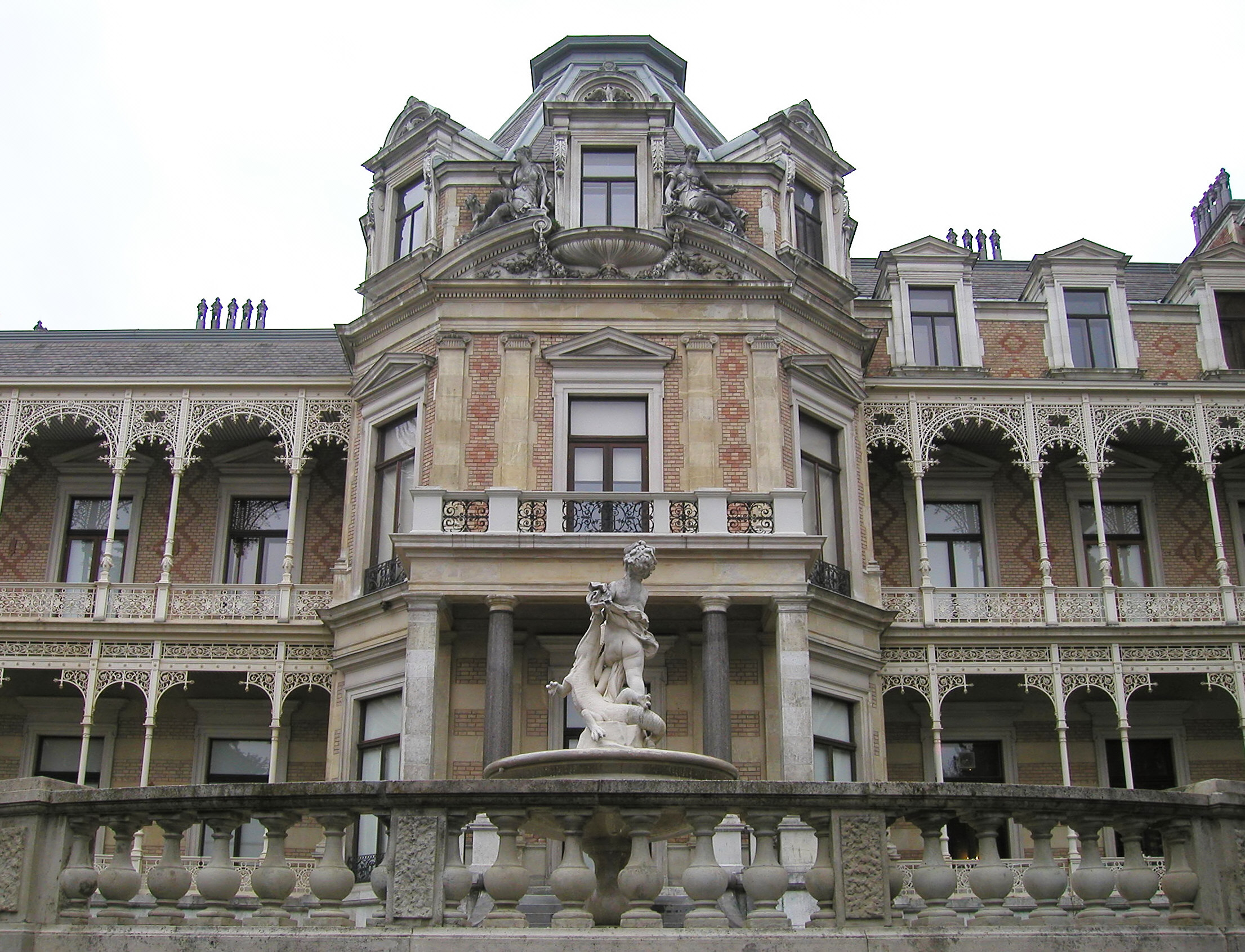
Hermesvilla - vista dal giardino

Le stalle, originariamente costruite per accogliere i cavalli dell'Imperatrice, sono collocate nella parte sinistra del cortile principale della villa e sono rimaste identiche a come vennero realizzate sul finire dell'Ottocento. Presso le stalle si trova anche un Rondeau coperto di circa 20 metri di diametro, un luogo ove i cavalli potevano fare esercizio in caso di cattivo tempo. Dagli anni '50 del Novecento sino al 2005 le stalle sono state utilizzate come impianto estivo per i famosi cavalli Lipizzani della scuola di cavalleria di Schonbrunn.